# Eodorcadion heros
Eodorcadion heros là một loài bọ cánh cứng trong họ Cerambycidae.